# Jazan Economic City
Die Jazan Economic City (JEC) ist ein Infrastruktur- und Wirtschaftsprojekt in der Provinz Dschāzān, die im Süd-Westen des Königreichs Saudi-Arabien liegt. Wenn das Projekt fertiggestellt ist, sollen dort 500.000 Menschen im produzierenden Gewerbe und in der Energiebranche arbeiten und in den Wohnvierteln leben. Die Gesamtfläche der Planstadt am Roten Meer wird etwa 106 Quadratkilometer betragen.

## Lage

Hellgrün eingefärbt die Provinz Dschazan

Das Bauprojekt wird in der saudi-arabischen Provinz Dschazan, nahe der Grenze zum Jemen im Süden Saudi-Arabiens, erbaut. Diese Provinz grenzt an das Rote Meer und verfügt über eine strategisch günstige Lage an viel befahrenen Hauptschifffahrtsrouten. Die Jazan Economic City liegt circa 60 Kilometer nordwestlich der Stadt Jizan, die über einen, für die Erdöl-Industrie wichtigen, Hafen verfügt. Neben der guten Anbindung an Schifffahrtswege gibt es weitere strategisch günstige Faktoren des Ortes. Dort gibt es schon eine starke Präsenz der Ölindustrie und seit 2005 baut Saudi-Aramco eine große Raffinerie, mit einer Kapazität von 40.000 Barrel pro Tag. Auf Grund der reichen Rohstoffvorkommen der Gegend und der vergleichsweise guten Bedingungen für die Landwirtschaft, soll sich die Region zu einem der wichtigsten Wirtschaftsräume des Landes Saudi-Arabien entwickeln.

## Planung

### Allgemeiner Verlauf der Planung

Das Logo von Saudi Aramco

Die Planungen für JEC begannen im Jahr 2009. Die Planungen wurden vom saudi-arabischen Öl-Konzern Saudi-Aramco, dem laut Manager Magazin kapitalstärksten Unternehmen der Welt, vorangetrieben, da dieser an einem Ausbau der dortigen Infrastruktur zu Gunsten des Öl-Handels und der Schaffung guter Lebensbedingungen für Arbeitskräfte in der Region interessiert ist. Das Projekt wird von König Abdullah ibn Abd-all-ziz und der Saudi-Arabian General Investment Authority unterstützt und mitfinanziert. Unter der Führung von Kalid A. Al-Falih, dem damaligen CEO von Saudi-Aramco, wurde 2014 ein Abkommen zwischen Saudi-Aramco und der Technical and Vocational Training Corporation (TVTC) unterzeichnet, dass die Gründung des „Maharat“ vorsieht. Maharat soll zur Schaffung einer gut ausgebildeten und qualifizierten Belegschaft für die zukünftigen Unternehmen in JEC beitragen. Al-Falih bezeichnete diese Kooperation als „eine innovative, strategische Partnerschaft“. Mittelfristig soll diese Partnerschaft 5.000 Menschen aus der Region Jizan für einen Beruf, hauptsächlich in der Raffinerie, vorbereiten und auswählen. Längerfristig sollen auf diesem Weg rund 75.000 Jobs vergeben werden.
Im Februar 2015 tagte in Jazan City das Jazan Economic Forum. Dieses Forum besteht aus 500 führenden Unternehmern und Würdenträgern aus Saudi-Arabien und dem Rest der Welt. Dieses Forum soll die Investmentmöglichkeiten und die wirtschaftlichen Chancen von JEC bestimmen, erklären und vermarkten. Al-Flalih hielt die Eröffnungsrede zu diesem Treffen und betonte bei dieser Gelegenheit „die Schlüsselrolle von Saudi-Aramco bei der Entwicklung von Jazan“.
Al Fahli wurde 2015 von Amin Nasser als CEO von Saudi Aramco abgelöst. Infolgedessen übernahm Nasser wichtige Aufgaben bei der Umsetzung von JEC. Beispielsweise reiste er, begleitet von mehreren anderen Saudi-Aramco-Managern zur Baustelle JEC und traf dortige Arbeiter. Nachdem Nasser über die aktuellen Fortschritte unterrichtet wurde, betonte er die „enorme Wichtigkeit des Projektes für die Region“.
JEC soll im Jahr 2032, circa 25 Jahre nach ersten Ideen zur Schaffung eines wirtschaftlichen Zentrums, fertiggestellt werden. Insgesamt sollen mehr als 25 Milliarden Euro in das Projekt investiert werden.

### Beteiligte Unternehmen und Institutionen
Folgende Unternehmen und Institutionen sind hauptsächlich an der Erschaffung und der Finanzierung von JEC beteiligt:
- Saudi-Aramco, baut eigene Präsenz in JEC aus
- der saudi-arabische Staat, fördert das Projekt
- Saudi-Arabian General Investment Authority, genehmigt staatliche Investitionen
- Technical and Vocational Training Corporation (TVTC) , bildet zukünftige Beschäftigte aus
- Saudi Binladin Group, Hauptentwickler aus Saudi-Arabien
- MMC Corporation, Hauptentwickler aus Malaysia
- Jazan Economic Forum, Vermarktung des Projektes[5]
- CISCO, Vernetzung und Mobilfunk[9]

## Ziele

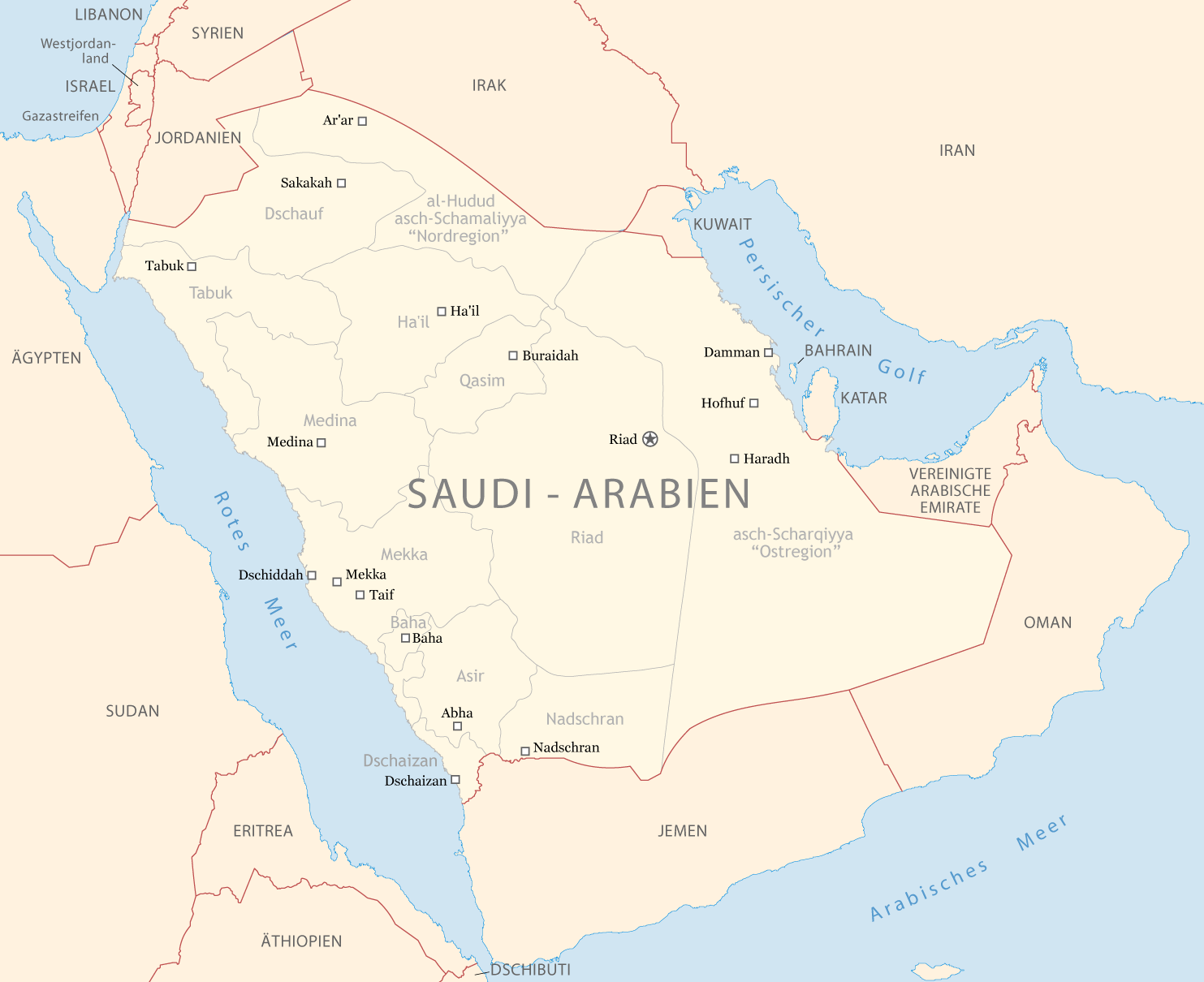
Die bevölkerungsreichsten Städte des Landes Saudi-Arabien sind laut Liste die Hauptstadt Riad, Dschidda, Mekka und Medina.

Das Großprojekt JEC hat folgende Hauptziele für den Staat Saudi-Arabien:
- Schaffung neuer Arbeitsplätze[4]
- Aufbau eines neuen wirtschaftlichen Zentrums im Süd-Westen des Landes
- Beitrag zur Zukunft des Landes
- Förderung saudi-arabischer Facharbeiter durch die Technical and Vocational Training Corporation (TVTC)
- neue Infrastruktur für den wichtigen Erdöl-Handel

Außerdem will Saudi-Arabien mit Großprojekten wie JEC und anderen vergleichbaren Projekten seinen Ruf als Land der „architektonischen Superlative“ stärken.

## Infrastruktur

### Aufbau der Stadt
Die Stadt ist in vier Teile geteilt, die bestimmte Zwecke erfüllen:
- ein Teil für Schwerindustrie
- ein Teil für Landwirtschaft und andere Branchen
- ein Teil für Dienstleistungen und Freizeit
- sowie ein Wohnviertel

#### Schwerindustrie
In diesem Teil der Stadt sind mehrere Industriezweige vertreten. Vor allem Petrochemie und Hochöfen sollen dort angesiedelt sein. Dieses Viertel liegt im Süden der Stadt.

#### Landwirtschaft und andere Branchen
In diesem Bereich sollen vor allem die Nahrungsmittel-, Baumaterial-, Plastik- und Metallverarbeitungsindustrie, sowie Pharmazie und Logistik vertreten sein.

#### Dienstleistungen und Freizeit
Dort werden weitläufige Grünanlagen, viele Wasserflächen und repräsentative Gebäude entstehen. Außerdem gibt es in diesem Teil der Stadt einen großen Sportplatz und eine große Moschee. Weitere Arbeitsplätze werden im Finanzdistrikt und in anderen Dienstleistungs-Unternehmen geschaffen.

#### Wohnen und Leben
Im westlichsten Stadtviertel direkt am Roten Meer spielt sich das gesellschaftliche Leben von JEC ab. Hier entstehen Restaurants, ein Golfplatz und ein Yachthafen. In diesem Stadtviertel werden auch die Wohnhäuser für zukünftige Bewohner errichtet. Auf Grund der Küstenlage ist dieser Stadtteil stark vom Wasser geprägt.

### Infrastruktur Projekte
Um Jazan Economic City zu einer wirtschaftlich interessanten und lebenswerten Stadt zu machen, werden zahlreiche Infrastruktur-Projekte bis zur Fertigstellung von JEC umgesetzt werden. Dazu zählen:
- Erdarbeiten
- Straßen
- Vorrichtungen zur Nutzung von Regenwasser
- Wasserkanäle
- Abwasserverwertung
- Regelung von Müllabfuhr und Recycling
- Bau neuer Hafengebäude
- Bau eines Sportarena
- Anlegung von Brunnen, Parks und öffentlichen Gebäuden
- Bau eines internationalen Flughafens

Bei Fertigstellung soll die Stadt über eines der modernsten Systeme zur Speicherung und Wiederverwertung von Wasser verfügen.

### Raffinerie in JEC
Saudi-Aramco baut in JEC eine hochmoderne Raffinerie mit einer Kapazität von 400.000 Barrel pro Tag. Die Raffinerie wird über ein eigenes Hafenterminal verfügen und wird von einem 4 Gigawatt Kraftwerk versorgt werden und damit von der öffentlichen Stromerzeugung unabhängig sein. Für den Bau der Raffinerie, des Kraftwerkes, des Hafenterminals und der umliegenden Gebäude, wurden von Maharat 5.000 Menschen aus der Region für die Bau- und Ingenieursarbeiten eingestellt. Im Februar 2017 war der Bau der Raffinerie zu circa 70 % abgeschlossen.

## Vergleichbare Projekte

### In Saudi-Arabien
Jazan Economic City ist nicht das erste Projekt dieser Art in Saudi-Arabien. Das bislang größte vergleichbare Projekt ist die King Abdullah Economic City. Die Stadt ist nach einem ähnlichen Muster wie JEC angelegt und liegt ebenfalls am Roten Meer. Auch King Abdullah Economic City ist, wie weite Teile Saudi-Arabiens, von der Öl-Industrie geprägt. Der Bau begann 2005 durch die Grundsteinlegung durch den saudi-arabischen König.

### Weltweit
Auch in anderen Ländern der Welt werden am Reißbrett entworfene Städte errichtet:
|                  | Land        | Erbauung           | Ziel / Nutzung                                                          |
| ---------------- | ----------- | ------------------ | ----------------------------------------------------------------------- |
| Eisenhüttenstadt | ehemals DDR | 50er-Jahre         | sozialistische Mustersiedlung für Arbeiter                              |
| Brasília         | Brasilien   | 1956–1960          | neue Hauptstadt im Zentrum Brasiliens                                   |
| Naypyidaw        | Myanmar     | ab 2005 Hauptstadt | neue Hauptstadt, als repräsentatives Zentrum des neuen Myanmars geplant |
| Islamabad        | Pakistan    | 1958–1966          | neue Hauptstadt, Lage anhand wissenschaftlicher Kriterien ausgesucht    |
| Abuja            | Nigeria     | 80er-Jahre         | neue Hauptstadt, enormes Bevölkerungswachstum                           |